# Luogosanto
Luogosanto (sardinsky: Locusàntu, Logusàntu) je italská obec (comune) v provincii Sassari v regionu Sardinie. Nachází se ve výšce 321 metrů nad mořem a má přibližně 1 800 obyvatel. Rozloha obce je 135,07 km².